# Agatha Montaigne
Agatha Montaigne, född i Vaucluse i sydöstra Frankrike, är en svensk-fransk dramatiker. men familjen flyttade till Sverige redan när Montaigne var ett år. Även om hon har återvänt till Frankrike som vuxen, skriver hon allt material på svenska eftersom hon fortfarande räknar svenska som sitt modersmål. 

## Pjäser
- 2023 - Trädgårdsdammen: Pjäs i en akt
- 2024 - På andra sidan muren: Pjäs i två akter
- 2025 - Julafton: Pjäs i två akter